# 札幌市水道局

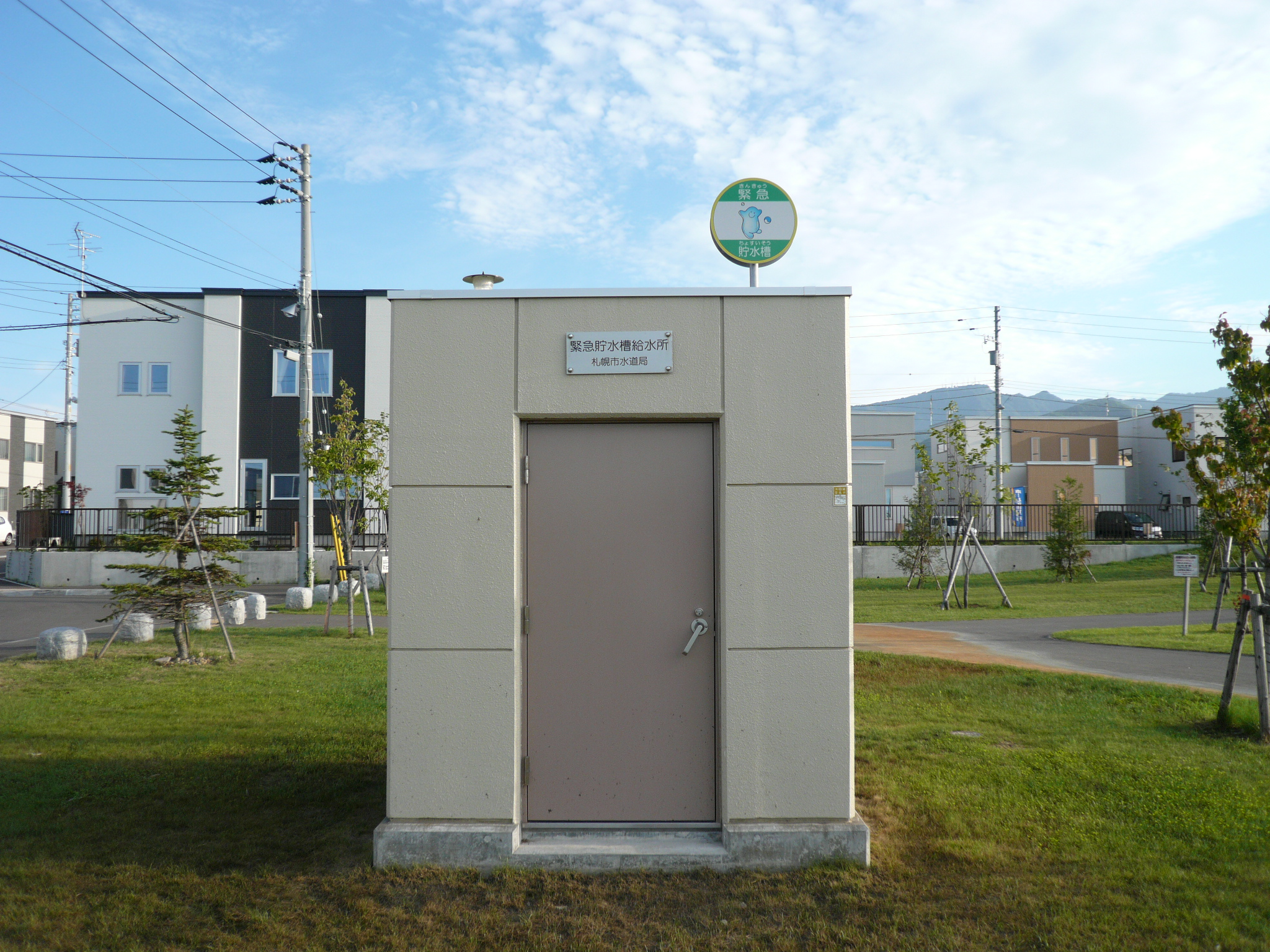
札幌市水道局が設置する緊急貯水槽・給水所（明日風公園）

札幌市水道局（さっぽろしすいどうきょく）は、北海道札幌市への上水の給水を行う札幌市が経営する地方公営企業である。マスコットキャラクターは「ウォッピー」。

## 事業
- 需要者への給水
- 石狩市への分水
- 「さっぽろの水」の販売
- 水源の確保のため、石狩西部広域水道企業団に出資

## 施設

### 浄水場
浄水場は以下の通り。白川（しらいかわ）浄水場、藻岩浄水場は近代水道百選に選定されている。
- 白川浄水場
  - 水源 - 豊平峡ダム、定山渓ダム
  - 水利権 – 840,000m3
  - 給水能力 – 650,000m3
- 藻岩浄水場
  - 水源 - 豊平川表流水
  - 水利権 – 163,000m3
  - 給水能力 – 155,000m3
- 西野浄水場
  - 水源 - 琴似発寒川表流水
  - 水利権 – 162,000m3
  - 給水能力 – 15,600m3
- 定山渓浄水場
  - 水源 - 豊平川表流水、豊平峡ダム
  - 水利権 – 10,000m3
  - 給水能力 – 9,000m3
- 宮町浄水場
  - 水源 - 星置川表流水
  - 水利権 – 6,000m3
  - 給水能力 – 5,600m3

配水池
配水池は浄水場でつくった水道水を一時的にためておく大きな池である。
日中と深夜など時間的に増減する水の使用量と、浄水場から送られる水量との差を調整すると同時に、適正な水圧を保って安定した給水を行う機能を持った水道水をストックする。以下の大規模な配水池があり、これらに蓄えられた水道水は配水管により各給水区域へと送られる。
- 藻岩配水池
- 平岸配水池
- 清田配水池
- 西部配水池

ポンプ場
配水池からの自然流下で給水できない高台地区には、標高に応じてポンプ場や高区配水池を建設し、ポンプ揚水により給水することで、その需要にこたえている。

## 経営状況
平成20年度の経営状況は以下の通り。
- 営業収益は、406億円。
- 純利益は、30億円の黒字。
- 企業債残高は、1,527億円。

## 水道局の組織
- 総務部

総務課・財務企画課・営業課・料金センター（5ヶ所）
- 給水部

計画課・工事課・給水課・施設管理課・配水センター・配水管理事務所（5ヶ所）・浄水場（5ヶ所）・水質試験所
- 札幌市水道記念館

- 一般財団法人さっぽろ水道サービス協会

## 水道事業ガイドラインにおける主な指標
| 指標                                    | 1位（2位） 数値        | 札幌市の順位 数値 | 最下位(17位) 数値    |
| --------------------------------------- | ---------------------- | ----------------- | -------------------- |
| 自己保有水源率                          | 静岡市 北九州市 100.0  | 1位タイ 100.0     | 大阪市 他4事業体 0.0 |
| 水質検査箇所密度 （箇所/100km2）        | 京都市 23.4            | 最下位 2.1        | 岡山市 4.7           |
| 直結給水率                              | 岡山市 97.8            | 1位 98.7          | 福岡市 47.1          |
| 鉛製給水管率                            | 広島市、北九州市 0.0   | 1位タイ 0.0       | 京都市 20.2          |
| 普及率                                  | 東京都 他5事業体 100.0 | 7位タイ 99.9      | 浜松市 96.5          |
| 経年化設備率                            | 静岡市 24.0            | 11位 53.8         | 北九州市 68.3        |
| 経年化管路率                            | さいたま市 6.6         | 2位 7.5           | 大阪市 43.3          |
| 管路の更新率                            | 東京都 1.98            | 8位 1.15          | 神戸市 0.41          |
| 配水池耐震施設率                        | 福岡市 91.2            | 5位 76.9          | 仙台市 15.9          |
| 管路の耐震化率                          | さいたま市 43.1        | 9位 22.6          | 北九州市 5.3         |
| 経常収支比率                            | 大阪市 122.9           | 1位 131.5         | 川崎市 98.9          |
| 給水収益に対する 減価償却費の割合       | 川崎市 22.1            | 11位 32.7         | 北九州市 50.3        |
| 給水収益に対する 企業債残高の割合       | 東京都 88.6            | 10位 265.4        | 京都市 582.0         |
| 供給単価 （円）                         | 浜松市 126.3           | 17位 213.5        | 福岡市 218.0         |
| 給水原価 （円）                         | 静岡市 118.1           | 11位 183.1        | 仙台市 203.2         |
| 1箇月当たり家庭用料金 （円/20m3使用時） | 大阪市 2,073           | 最下位 3,585      | 仙台市 3,488         |
| 有収率                                  | 福岡市 96.2            | 9位 93.0          | 大阪市、京都市 87.3  |
| 自己資本構成比率                        | 浜松市 98.5            | 5位 66.0          | 京都市 27.9          |
| 水道施設見学者割合 （人/1000人）        | 京都市 75.8            | 2位 55.8          | 堺市 0.1             |
| 配水量1m3当たり 電力消費量 (kWh/m3)     | 堺市 0.04              | 5位 0.15          | 東京都 0.53          |
| 料金未納率                              | 広島市 2.2             | 最下位 10.5       | 堺市 9.6             |
| 管路の事故割合 （件/100km）             | さいたま市 0.5         | 1位タイ 0.5       | 京都市 15.1          |
| 給水管の事故割合 （件/1000件）          | 東京都 1.2             | 1位 0.7           | 京都市 9.8           |
| 消火栓設置密度 （基/km）                | 川崎市 8.2             | 最下位タイ 2.9    | 浜松市 2.9           |

※平成26年（2014年）度。東京都と政令指定都市のうち、県営水道から給水する千葉市・相模原市、HPで指標を公表していない熊本市を除く18事業体で比較。